# Sakty
Sakty (ros. Сакты) – wieś (sieło) w Rosji, w Baszkortostanie, w rejonie szarańskim. W 2010 liczyła 260 mieszkańców, głównie Maryjczyków.